# Grupo Tráfico
Tráfico fue un grupo literario creado en 1981 en Caracas, por los poetas Igor Barreto, Rafael Castillo Zapata, Alberto Márquez, Miguel Márquez, Armando Rojas Guardia y Yolanda Pantin, integrantes del taller literario Calicanto, dirigido por Antonia Palacios.

## Contexto
El grupo Tráfico nace como una ruptura del statu quo poético de la Venezuela de los 70. Para Castillo Zapata Tráfico supuso un "acto de refrescamiento de la memoria, de renovada apertura de ventanas largo tiempo clausuradas, de reposición de un arsenal de recursos poéticos marginados por una tradición que, preponderantemente en nuestro país, prefirió afiliarse a la tradición postromántica y surrealista o a la tradición mallarmeana, y olvidó, un poco o mucho, la propia tradición hispanoamericana (de cierto modernismo, por ejemplo), o la sustanciosa herencia realista y conversativa de la poesía anglosajona".
Su documento fundacional Sí, manifiesto, atribuido a Rojas Guardia, comienza con una parodia al verso famoso de Vicente Gerbasi, de su poemario Mi padre el inmigrante.

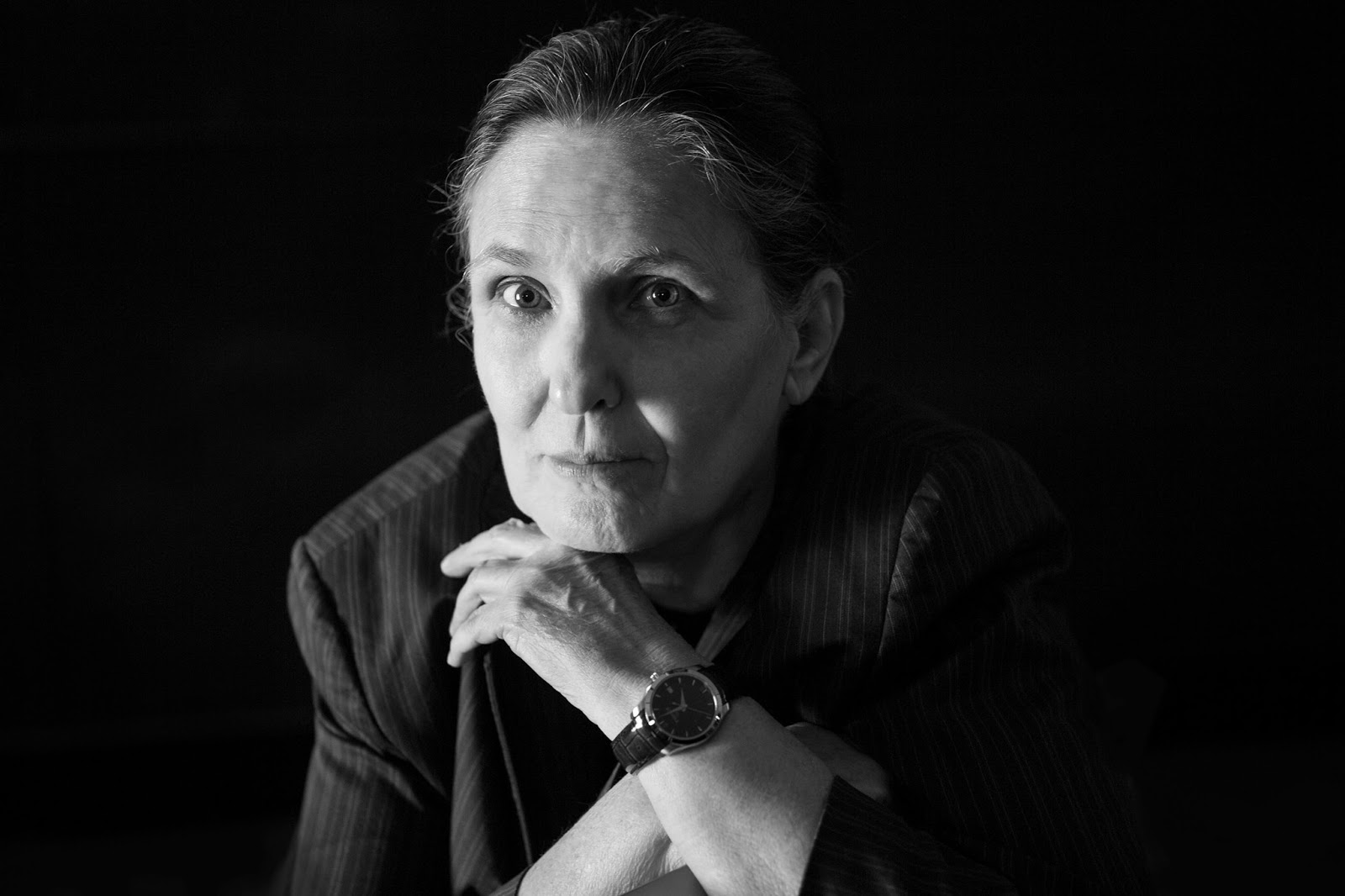
Yolanda Pantin

El grupo se caracterizó por reclamar una poesía urbana, realista, y en su manifiesto buscaban "una mirada para la cual el poema traduce los olores más intensos de la calle. Un realismo, sí, pero realismo crítico." Se trata de "un manifiesto contra el orden establecido en el mundo de la poesía, no contra el universo político o social del país (aunque se siente la crítica social en sus letras y la ambición de influir en la realidad social a partir de la poesía: “subir al cerro”). Y en esto hay una marcada diferencia con los manifiestos de Sardio y del Techo, donde la actitud sí es frente al orden sociopolítico, aunque con actitudes y emociones diferentes."
Los miembros de Tráfico afirmaban: "Queremos oponer a los estereotipos de la poesía nocturna, extraviada en su oficio chamánico de convocar a los fantasmas de la psique o de lanzar hasta la náusea el golpe de dados del lenguaje, una poesía de la higiene solar, dentro de la cual el poeta regrese al mundo de la Historia."

## Impacto
El distanciamiento de los miembros del grupo Tráfico con Antonia Palacios y el taller Calicanto no fue agradable. Según cuenta Yolanda Pantin en entrevista con Eduardo Sánchez Rugeles, cuando los poetas abandonaron el taller, Palacios lo sintió como una traición.

Sin embargo, para Antonio López Ortega, el grupo "Tráfico pudo haberse conformado a partir de una discusión abierta sobre poesía y ética en el «nuevo espacio intelectual venezolano» que se desarrolló desde las páginas del diario El Nacional y de la revista Zona Franca". 

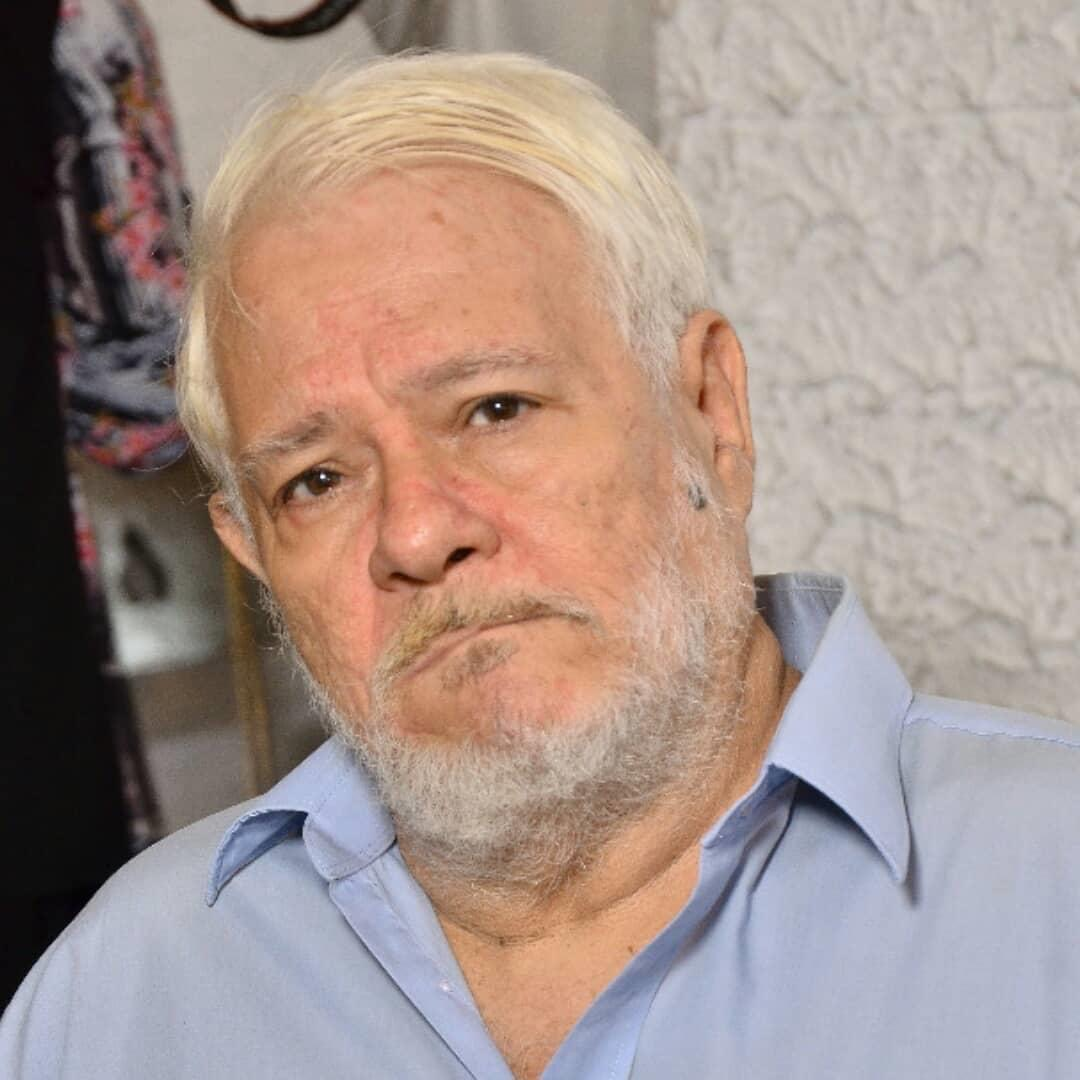
Armando Rojas Guardia

Para Alejandro Castro, Tráfico fue también una salida del clóset y afirma que se trató de "una reconfiguración de los códigos de ocultamiento que obligan al silencio y aun, a la mentira de toda  experiencia erótica fuera del marco heteronormativo".
Mientras que Pantin y Barreto han tomado posiciones críticas con respecto al grupo, el segundo llegando a afirmar que "la pulsión utópica es un entramado circuito de vergüenzas"; Castillo Zapata considera que "una quimera de mierda no invalida a todas las quimeras; que más vale un bello edificio de palabras que se desmorone (pues siempre quedan al menos las palabras desmoronadas) que el silencio, que siempre corre el riesgo de convertirse en cómplice de algo o de alguien".

## Publicaciones
Algunas de las publicaciones fruto del heterogéneo grupo Tráfico fueron:
Igor Barreto
- ¿Y si el amor no llega? (1983)
- Soy el muchacho más hermoso de esta ciudad (1987)Rafael Castillo Zapata

Rafael Castillo Zapata
- Árbol que crece torcido (1984)

Miguel Márquez
- Cosas por decir (1982)
- Soneto al aire libre (1986)

Armando Rojas Guardia

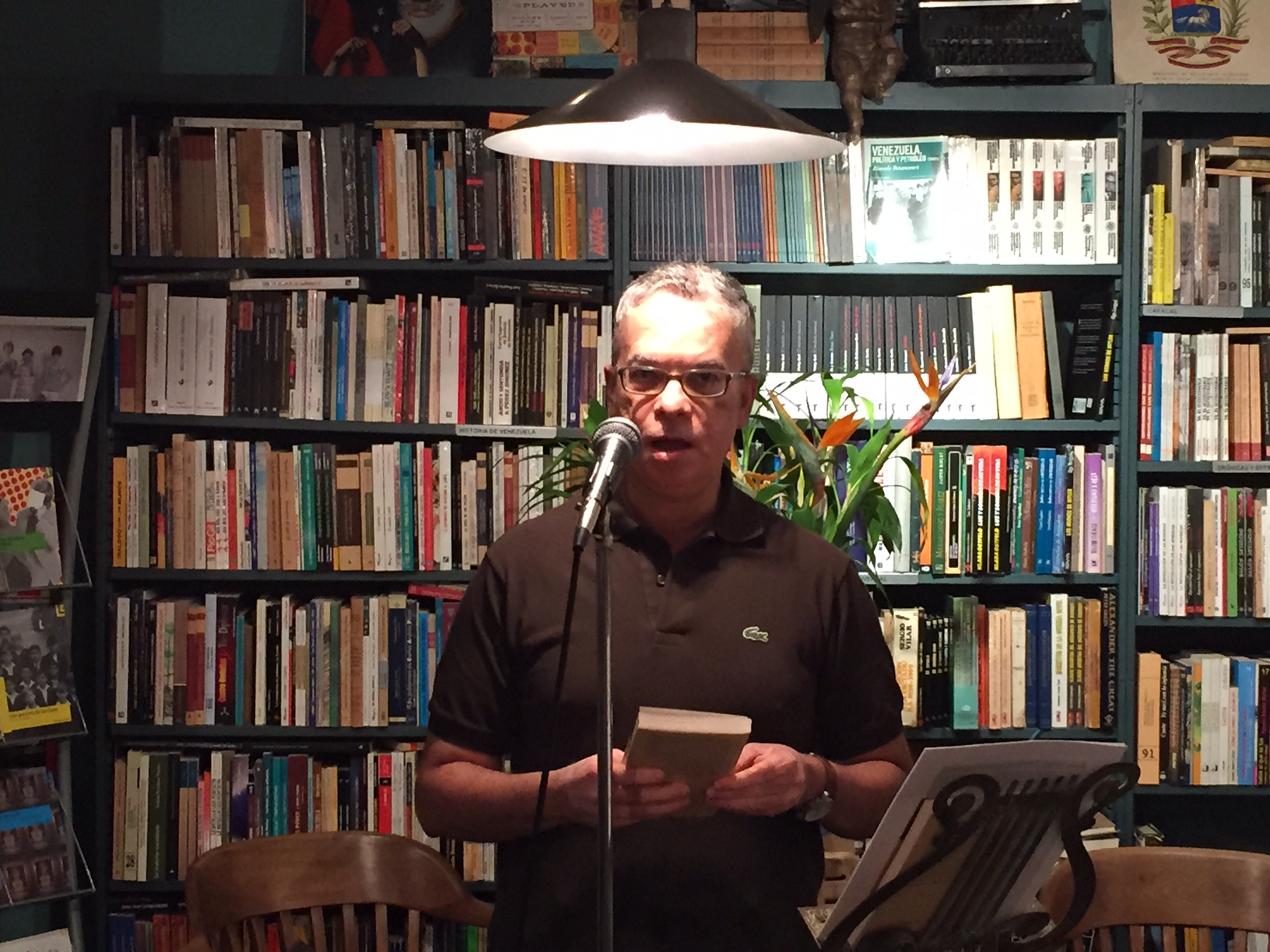
Rafael Castillo Zapata

- Yo que supe de la vieja herida (1985)
- Poemas de Quebrada de la Virgen (1985)
- El Dios de la intemperie (1985)

Yolanda Pantin
- Casa o lobo (1981)
- Correo del corazón (1985)